# Goniobranchus hintuanensis
Goniobranchus hintuanensis (Gosliner & Behrens, 1998) è un mollusco nudibranchio della famiglia Chromodorididae.

## Descrizione
Corpo bianco-azzurro chiaro, con piccole macchie dal bordo più scuro, alcune bordate di rosso-marrone. Rinofori e branchie azzurre, screziate in marrone. Bordo del mantello azzurro.